# Stokesite
La stokesite è un minerale.